# Valentina Chepiga
Valentina Chepiga (Járkov, 27 de abril de 1962) es una culturista profesional ucraniana asentada en los Estados Unidos.

## Primeros años y educación
Valentina se licenció en Calefacción, Ventilación y Aire Acondicionado por la Universidad Nacional de Construcción y Arquitectura de Járkov. Entre 1979 y 1992 trabajó primero como técnica y luego fue ascendida a ingeniera.

## Carrera como culturista

### Amateur
Valentina se inició en el culturismo en 1988, y en 1992 cambió de carrera y se convirtió en entrenadora personal. Ganó el título europeo y mundial amateur en 1997 y obtuvo su tarjeta profesional de la IFBB.

### Profesional
Debutó como profesional en el concurso de Ms. Olympia de 1998, en el que quedó en duodécimo lugar. Su mayor éxito como profesional ha sido ganar la categoría de peso pesado en el Ms. Olympia del año 2000, la primera vez que se introdujo esa categoría en el certamen. No se nombró a ninguna ganadora general ese año, por lo que fue esencialmente co-Ms. Olympia con la ganadora de la categoría de peso ligero, la británica Andrulla Blanchette. En 2002, participó en Ms. International, donde ganó la categoría de peso ligero. Después de una pausa de tres años en la competición, Chepiga volvió al escenario en el Ms. Olympia de 2007, donde quedó en undécima posición.

### Legado
En la actualidad, es la culturista ucraniana de mayor éxito en el mundo, al ser la única de dicho país que ha ganado el Ms. Olympia. Entre el 22 de octubre de 2000 y el 26 de octubre de 2001 ocupó el primer puesto en la lista de clasificación profesional de culturismo femenino de la IFBB.

### Historial competitivo
- 1993 - European Championships - 3.º puesto (MW)
- 1994 - European Championships - 2.º puesto (MW)
- 1994 - World Amateur Championships - 7.º puesto (MW)
- 1995 - World Amateur Championships - 7.º puesto (MW)
- 1997 - European Championships - 1º puesto (MW)
- 1997 - World Amateur Championships - 1st (MW y Overall)
- 1998 - IFBB Ms. Olympia - 12.º puesto
- 1999 - Jan Tana Classic - 3.º puesto
- 1999 - IFBB Ms. Olympia - 12.º puesto
- 2000 - Jan Tana Classic - 1º puesto (MW)
- 2000 - IFBB Ms. Olympia - 1º puesto (HW)
- 2001 - IFBB Ms. Olympia - 4.º puesto (HW)
- 2002 - Ms. International - 1º puesto (LW)
- 2002 - IFBB Ms. Olympia - 2.º puesto (LW)
- 2002 - GNC Show of Strength - 1º puesto (LW)
- 2003 - Ms. International - 5.º puesto (LW)
- 2004 - IFBB Ms. Olympia - 8.º puesto (LW)
- 2007 - IFBB Ms. Olympia - 11.º puesto

## Vida personal
Se trasladó a Kiev (Ucrania) en 1993, y luego a Estados Unidos en 1999, estableciéndose en Seattle (Washington) y posteriormente en Anchorage (Alaska) y en Los Ángeles (California).